# テッド・フィールド
テッド・フィールド（Ted Field 本名：Frederick Woodruff Field、1953年6月1日 - ）は、アメリカ合衆国の映画プロデューサー。

## 来歴
シカゴ生まれ。父親はシカゴ・サンタイムズの社長、母親はジャーナリストで「クリスチャン・サイエンス・モニター」の編集長だった。また、先祖はシカゴで有名なデパートの創業者であり、「フォーブス」誌が選んだ最も裕福な400人のうちの第236番目にランクインしている。

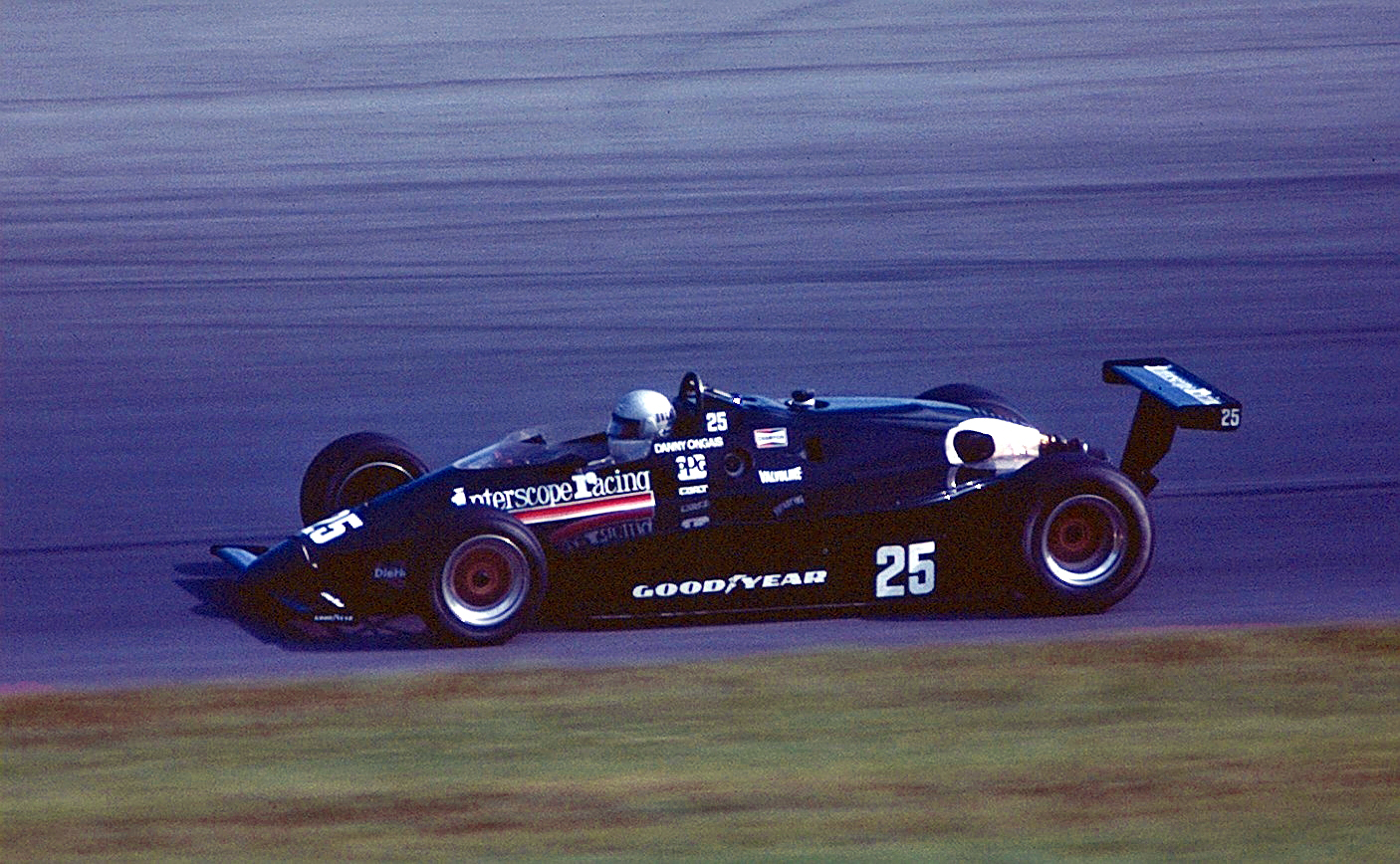
1984年インディ500参戦時のインタースコープ・レーシング。ドライバーはダニー・オンガイス。

レースのファンとしても知られ、インディ・レーシング・リーグ、カナディアン-アメリカン・チャレンジカップ、フォーミュラ1、ル・マン24時間レースなどに自らの作ったレーシングチーム、インタースコープ・レーシングを出場させている。

## 主なプロデュース作品
※は製作総指揮
- ナーズの復讐 Revenge of the Nerds（1984）
- ターク182 Turk 182（1985）
- スリーメン&ベビー Three Men and a Baby（1987）
- ナーズの復讐II/ナーズ・イン・パラダイス Revenge of the Nerds II: Nerds in Paradise（1987）
- うるさい女たち Outrageous Fortune（1987）
- S.O.S.ドクター・ノーグッド! Critical Condition（1987）
- カクテル Cocktail（1988）
- 第七の予言 The Seventh Sign（1988）
- イノセントマン/仕組まれた罠 An Innocent Man（1989）
- レネゲイズ Renegades（1989）※
- ベスト・コップ Collision Course（1989）
- ビルとテッドの大冒険 Bill & Ted's Excellent Adventure（1989）※
- スリーメン&リトルレディ Three Men and a Little Lady（1990）
- アラクノフォビア Arachnophobia（1990）※
- ペンタグラム/悪魔の烙印 The First Power（1990）※
- バード・オン・ワイヤー Bird on a Wire（1990）※
- 愛に翼を Paradise（1991）※
- ビルとテッドの地獄旅行 Bill & Ted's Bogus Journey（1991）※
- 訴訟 Class Action（1991）
- マシュー・ブロデリックの 緊・急・事・態 Out on a Limb（1992）※
- ベティ・ルーは犯罪者(クリミナル)? The Gun in Betty Lou's Handbag（1992）※
- 不思議の森の妖精たち FernGully: The Last Rainforest（1992）※
- 冬の恋人たち Cutting Edge（1992）
- ゆりかごを揺らす手 The Hand That Rocks the Cradle（1992）※
- 詐欺/イマジナリークライム Imaginary Crimes（1994）※
- ホーリー・ウェディング Holy Matrimony（1994）※
- ターミナル・ベロシティ Terminal Velocity（1994）※
- ジュマンジ Jumanji（1995）※
- あなたに逢いたくて Two Much（1995）※
- 多重人格 Separate Lives（1995）※
- 闇を見つめる瞳 The Tie That Binds（1995）※
- ダンボドロップ大作戦 Operation Dumbo Drop（1995）※
- 最高のルームメイト Roommates（1995）
- 陽のあたる教室 Mr. Holland's Opus（1995）
- チャンス! The Associate（1996）※
- ミラクル・アドベンチャー/カザーン Kazaam（1996）※
- アライバル/侵略者 The Arrival（1996）※
- BOYS Boys（1997）※
- グリム・ブラザーズ/スノーホワイト Snow White: A Tale of Terror（1997）※
- グリッドロック Gridlock'd（1997）※
- 奇蹟の輝き What Dreams May Come（1998）※
- ベリー・バッド・ウェディング Very Bad Things（1998）※
- ボストン/愛の炎 The Proposition（1998）※
- プリティ・ブライド Runaway Bride（1999）
- 鬼教師ミセス・ティングル Teaching Mrs. Tingle（1999）※
- ピッチブラック Pitch Black（2000）※
- インプラント They（2002）※
- ラスト サムライ The Last Samurai（2003）※
- テキサス・チェーンソー The Texas Chainsaw Massacre（2003）※
- ル・ディヴォース/パリに恋して Le Divorce（2003）※
- ラブ・スクール How to Deal（2004）※
- リディック The Chronicles of Riddick（2004）※
- 悪魔の棲む家 The Amityville Horror（2005）※
- ザスーラ Zathura（2005）※
- L.A.デンジャラス Waist Deep（2006）※
- ライラにお手あげ The Heartbreak Kid（2007）
- チョイス! Swing Vote（2008）※
- ウルトラ I LOVE YOU! All About Steve（2009）※
- ホースメン Horsemen（2009）※
- みんな元気 Everybody's Fine（2009）
- 運命のボタン The Box（2009）※
- ウソから始まる恋と仕事の成功術 The Invention of Lying（2009）※
- トゥエルヴ Twelve（2010）
- バッド・ティーチャー Bad Teacher（2011）※
- スプリング・ブレイカーズ Spring Breakers（2012）※
- リディック: ギャラクシー・バトル Riddick（2013）
- キックボクサー リジェネレーション Kickboxer: Vengeance（2016）
- ジュマンジ/ウェルカム・トゥ・ジャングル Jumanji: Welcome to the Jungle（2017）

## レース戦績

### ル・マン24時間レース
| 年     | チーム                         | コ・ドライバー                            | 車                     | クラス | 周回 | 総合順位 | クラス順位 |
| ------ | ------------------------------ | ----------------------------------------- | ---------------------- | ------ | ---- | -------- | ---------- |
| 1982年 | ポルシェ・クレマー・レーシング | ダニー・オンガイス ビル・ウィッティントン | ポルシェ-クレマー・CK5 | C      | 25   | DNF      | DNF        |